# Oxymeris maculata
Oxymeris maculata (nomeada, em inglês, marlinspike, marlinspike auger, Roosevelt's auger, giant marlin spike, big auger ou spotted auger; em português de Portugal, terebra-manchada; em francês, térèbre tachetée; em alemão, Gefleckte Schraubenschnecke; durante o século XX, cientificamente nomeada Terebra maculata) é uma espécie de molusco gastrópode marinho e predador pertencente à família Terebridae da ordem Neogastropoda. Foi classificada por Linnaeus em 1758; nomeada Buccinum maculatum na obra Systema Naturae, sendo a espécie-tipo do gênero Oxymeris; outrora um subgênero do gênero Terebra. É nativa do Indo-Pacífico e Pacífico Ocidental, entre a África Oriental, incluindo o mar Vermelho, e a Polinésia, incluindo o Havaí, e indo em direção à costa da América Central e do Norte (Ilha do Coco, Costa Rica, e Ilha Socorro, México). Esta é considerada a maior, mais maciça e mais pesada espécie de sua família, podendo chegar a 27 centímetros de comprimento, mas normalmente atingindo entre 10 e 22 centímetros.

## Descrição da concha
Concha lustrosa e de coloração branco-cremosa, com faixas mais escuras e de tonalidade bege, em espiral, interrompidas, e com manchas marrons ou quase negras, estriadas, geralmente em duas fileiras por volta; apresentando forma de torre alta, com espiral pontiaguda, longa e com numerosas voltas, e com seu canal sifonal pouco destacado; com relevo de estrias espirais apenas na área de sua protoconcha. Lábio externo circular e fino. Abertura dotada de opérculo córneo e castanho, menor que a área da abertura de sua concha, que é bastante ampla.

## Habitat, distribuição geográfica e uso
Oxymeris maculata ocorre em águas de profundidade rasa da zona nerítica, em bentos de substrato arenoso do oceano Índico e Pacífico; do leste da África, entre o mar Vermelho e África do Sul, incluindo as ilhas de Maurícia, Mascarenhas e Madagáscar, até o Sudeste Asiático, sul do Japão e Oceania, incluindo a Grande Barreira de Coral Australiana (em Queensland) e indo em direção à Melanésia e Polinésia, incluindo o Havaí, até a costa da América Central e do Norte (Ilha do Coco, Costa Rica, e Ilha Socorro, México).
A concha dessa espécie de molusco fora, no passado, usada como ferramenta de perfuração, incluindo o seu uso como arma, ou para cavar canoas; também sendo o seu animal consumido como alimento.